# Konsultant (film krótkometrażowy)
Marvel One-Shot: Konsultant (oryg. Marvel One-Shot: The Consultant) – amerykański film krótkometrażowy z 2011 roku produkcji Marvel Studios. Za reżyserię odpowiadał Leythum na podstawie scenariusza Erica Pearsona. W rolach głównych wystąpili Clark Gregg i Maximiliano Hernández.
Po wydarzeniach w Incredible Hulk i Iron Man 2, agenci Phil Coulson i Jasper Sitwell sabotują pomysł Światowej Rady Bezpieczeństwa, aby Abomination został zwolniony z więzienia i włączony do inicjatywy Avengers.
Konsultant wchodzi w skład I Fazy Filmowego Uniwersum Marvela. Jest to pierwszy film krótkometrażowy z serii Marvel One-Shots. Światowa i polska premiera filmu miała miejsce 13 września 2011 roku równocześnie z wydaniem Blu-ray filmu Thor.

## Streszczenie fabuły
Phil Coulson informuje Jaspera Sitwella, że Światowa Rada Bezpieczeństwa pragnie, aby Emil Blonsky / Abomination został zwolniony z więzienia i przyłączony do inicjatywy Avengers. Jako, że Nick Fury nie zgadza się z decyzją Rady, Coulson postanawia sabotować ten pomysł. Na spotkanie z generałem Thaddeusem Rossem, który odpowiada za pilnowanie Blonsky’ego, zostaje wysłany konsultant, którym jest Tony Stark. Coulson i Sitwell liczą na to, że ktoś tak arogancki jak Stark szybko rozwścieczy generała i ten jednak nie zgodzi się na uwolnienie Blonsky’ego. Następnego dnia Coulson informuje Sitwella, że ich plan zadziałał.

## Obsada
- Clark Gregg jako Phil Coulson, agent T.A.R.C.Z.Y.[5]
- Maximiliano Hernández jako Jasper Sitwell, agent T.A.R.C.Z.Y.[3]

Przy wykorzystaniu archiwalnych nagrań z poprzednich produkcji, swoje role z filmów ponadto powtórzyli: Tim Roth jako Emil Blonsky / Abomination, William Hurt jako Thaddeus „Thunderbolt” Ross i Robert Downey Jr. jako Tony Stark.

## Produkcja
W sierpniu 2011 roku Marvel Studios ujawniło plany produkcji kilku krótkometrażówek, Marvel One-Shots, wydanych direct-to-video. Studio uznało krótkometrażówki, stanowiące odrębną historię, za sposób na eksperymentowanie z postaciami i pomysłami, jak i również rozszerzenie Filmowego Uniwersum Marvela. Zapowiedziano wtedy film Konsultant (oryg. The Consultant) w reżyserii Leythuma i ze scenariuszem Erica Pearsona. Ujawniono też, że Clark Gregg powtórzy swoją rolę agenta Phila Coulsona.
Twórcy chcieli pokazać T.A.R.C.Z.Ę. jako organizację „pociągającą za sznurki i odpowiedzialną za niektóre wydarzenia przedstawione w filmach”. Uznano, że agent Coulson będzie najlepszą postacią do pokazania tego. Rolę drugiego agenta zaproponowano Maximiliano Hernándezowi, który pojawił się epizodycznie w filmie Thor. Zdecydowano się też na wykorzystanie archiwalnych nagrań z udziałem Tima Rotha, Williama Hurta i Roberta Downeya Jr. z poprzednich filmów franczyzy.
Zdjęcia do krótkometrażówki zrealizowano w ciągu dwóch – trzech dni. Odpowiadał za nie David Myrick, scenografię przygotował David Courtemarche, a kostiumy zaprojektowała Heather Chaffee. Montażem zajęli się Gabriel Britz i David Brodie, a muzykę skomponował Paul Oakenfold.

## Wydanie
Światowa premiera filmu Marvel One-Shot: Konsultant miała miejsce 13 września 2011 roku równocześnie z Blu-rayem filmu Thor w Stanach Zjednoczonych wydanym przez Paramount Home Media Distribution. W Polsce krótkometrażówka pojawiła się tego samego dnia również na Blu-rayu filmu Thor wydanym przez Imperial CinePix.
Od 21 stycznia 2022 roku Konsultant został udostępniony na Disney+ jako część kolekcji Marvel One-Shots i produkcja należąca do I Fazy Filmowego Uniwersum Marvela.

## Odbiór

### Krytyka w mediach
Cindy White z IGN napisała o Konsultancie, że „zgryźliwe dialogi wydają się pasować do tego, czego oczekujemy od filmu Avengers w reżyserii Jossa Whedona”. Russ Fischer z /Film stwierdził, że „jak na szybką krótkometrażówkę, stosunkowo w dobry sposób wykorzystuje istniejące nagrania i bardzo przystępne budżetowo nowe sceny, aby połączyć pozostałe produkcje Marvela”. Natomiast Scott Chitwood z Coming Soon był rozczarowany krótkim filmem z powodu, że jedna trzecia produkcji wykorzystuje tylko końcową scenę Incredible Hulk, a reszta przedstawia Coulsona „siedzącego i rozmawiającego”.